# Thomas Harris (Politiker, 1964)

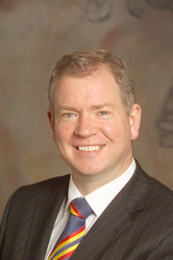
Thomas Harris

Thomas „Tom“ Harris (* 20. Februar 1964 in Ayrshire) ist ein schottischer Politiker der Labour Party.

## Leben
Harris wurde 1964 in der Region Ayrshire als Sohn eines Lastwagenfahrers und einer Bürokraft geboren. Er wuchs in Beith auf und besuchte die Spier’s School sowie die Garnock Academy. Nachdem Harris ein Ingenieursstudium am Glasgow College (heute Teil der Glasgow Caledonian University) begonnen hatte, wechselte er an das Napier College (heute Teil der Edinburgh Napier University), an dem er Journalismus studierte. Bis 1990 war Harris als Lokaljournalist tätig.
1996 nahm Harris eine Position als leitender Medienberater des Stadtrats von Glasgow an. Anschließend wechselte er auf eine ähnlich Position für den Regionalrat von East Ayrshire. Bis zu seiner parlamentarischen Karriere war Harris dann Leiter des Marketings der Verkehrsbetriebe von Strathclyde.

## Politischer Werdegang
Bereits 1984 trat Harris in die Labour Party ein. 1998 wurde er zum Vorsitzender der Labour-Ortsgruppe im Glasgower Stadtteil Cathcart gewählt. Nachdem John Maxton, der seit 1979 den Wahlkreis Glasgow Cathcart im britischen Unterhaus vertreten hatte, seinen Rücktritt zu den Unterhauswahlen 2001 ankündigte, stellte die Labour Party Harris als Nachfolger Maxtons auf. Mit einem Stimmenanteil von 54,4 % gewann Harris das Mandat deutlich und zog in der Folge erstmals in das House of Commons ein. Zwischen 2003 und 2005 bekleidete Harris eine Position als Parliamentary Private Secretary (PPS) unter dem Juniorminister John Spellar im Nordirlandministerium.
Im Zuge der Wahlkreisrevision wurde Harris’ Wahlkreis zum Ende der Wahlperiode aufgelöst. Bei den folgenden Unterhauswahlen 2005 kandidierte er daher im neugeschaffenen Wahlkreis Glasgow South, in dem Teile seines ehemaligen Wahlkreises aufgegangen waren. Er gewann das Mandat und verteidigte es bei den Wahlen 2010. Im Parlament nahm Harris von 2005 bis 2007 eine Position als PPS unter der Gesundheitsministerin Patricia Hewitt an und wechselte dann auf einen Posten als Parliamentary Under-Secretary of State im Verkehrsministerium. Im Schattenkabinett der Labour Party war er ab 2012 als Staatssekretär für Umwelt, Nahrung und ländlicher Raum vorgesehen. Nach massiven Stimmgewinnen der SNP bei den Unterhauswahlen 2015 konnte Harris in seinem Wahlkreis keine Stimmmehrheit erzielen und schied in der Folge aus dem House of Commons aus. Das Mandat ging an den SNP-Kandidaten Stewart McDonald.

### Wahlen zum Parteichef der Scottish Labour Party
Nach dem schlechten Abschneiden der Labour Party bei den schottischen Parlamentswahlen 2011 gab Iain Gray seinen Rücktritt als Parteichef der Scottish Labour Party bekannt. Harris bewarb sich neben Johann Lamont und Kenneth Macintosh um Grays Nachfolge. Schon im Vorfeld erkannte Harris seine bevorstehende Niederlage und zog sich damit praktisch aus dem Wahlkampf zurück. Lamont setzte sich schließlich knapp gegen Macintosh durch.